# Ставропољска Покрајина
Ставропољска Покрајина (рус. Ставропольский край), је конститутивни субјект Руске Федерације са статусом покрајине (краја) на простору северних падина Кавказа у Руској Федерацији..
Административни центар покрајине је град Ставропољ.

## Етимологија
Покрајина носи име по административном центру Ставропољу. Град је основан 1777. године на месту руина древног грчког града. Приликом изградње утврде, војници су пронашли велики камени крст, па је у част овог догађаја град добио име „Крстов град“ (или Град крста), грчки: σταυροί-πόλη или Ставро-пољ.

## Становништво
| 1989.     | 2002.     | 2010.     |
| --------- | --------- | --------- |
| 2.410,379 | 2.735,139 | 2.786,281 |